# بصريات ذرية
البصريات الذرية هي المجال الفيزيائي الذي يعالج أو يتعامل مع الأشعة بذرات بدون أي شحنة من الأشعة (الذرات) وعادة تكون خاملة وقليلة الحركة، علماً بأن الذرات هي المجال المحدد لدراسة هذا النوع من الإشعاعات.
كما بالنسبة للإشعاعات الضوئية، فالأشعة الذرية يمكن أن تنعكس وتتداخل مع بعضها البعض، كما يمكن أيضاً أن تعالج باستخدام عدسة فدستل أو عدسة ذرية مقعرة.
يمكننا فصل شعاعات ذرات، الفكرة المهمة هي أنه في الفيزياء البصرية «التقليدية» المادة هي التي تسمح بالتعامل مع الضوء أما هنا فالضوء هو الذي يسمح لنا بالتعامل مع الذرات.

## البصريات الذرية المتماسكة
تعتمد كما في الفيزياء البصرية المتماسكة التي تستخدم مصدر واحد (كالليزر). ولكن في الحالة الخاصة بنا نستخدم مصدر متماسك ذري، وبمعنى آخر يجب أن تكون الذرات في نفس المرحلة، وهذا المصدر يسمى بمصدر بوس آينشتين.

## البصريات الذرية الكمية
تعتمد على دراسة خواص الفوتونات المنفصلة. هذا النوع يطرح دراسة الظواهر المماثلة مع ذرات منفصلة كما تتيح دراسة فروق السلوك بين مبرميونذ وبوسوتز.

## البصريات الذرية المتكاملة
هذا الفرع يستخدم رقاقة ذرية لكي يلتقط ويكثف الذرات في نظام معين.